# Еллі (The Last of Us)
Еллі Вільямс — персонажка серії відеоігор The Last of Us від Naughty Dog. Її зображує Ешлі Джонсон за допомогою захоплення руху та озвучення; у телевізійній адаптації її роль виконала Белла Рамзі. У першій грі The Last of Us (2013) Джоелю Міллеру доручено супроводжувати 14-річну Еллі постапокаліптичними Сполученими Штатами, намагаючись створити ліки проти інфекції, до якої Еллі має імунітет. У той час як гравці ненадовго беруть на себе контроль над Еллі протягом частини гри, штучний інтелект головним чином контролює її дії, часто допомагаючи в бою, атакуючи або ідентифікуючи ворогів. Еллі знову з'явилася як ігрова персонажка у завантажуваному приквелі The Last of Us: Left Behind, де вона проводить час зі своєю подругою Райлі. У The Last of Us Part II (2020) гравці керують 19-річною Еллі, яка прагне помститися Еббі за смерть Джоела.
Еллі створив Ніл Дракманн, креативний директор та сценарист The Last of Us. Натхненний персонажкою, запропонованою для Uncharted 2: Among Thieves, він створив її як сильну жіночу персонажку, що має тісні стосунки з Джоелом; під час розробки першої гри в центрі уваги були стосунки між Еллі та Джоелом. Джонсон надихнула аспекти особистості Еллі, що спонукало Дракмана зробити її активнішою у боротьбі з ворогами. Для своєї участі у Частині II Джонсон врахувала власний досвід тривожності та досліджувала наслідки посттравматичного стресового розладу.
Персонажка була добре прийнята критиками та критикинями, а стосунки Еллі з Джоелем найчастіше стають предметом похвали. Сила та складність її характеру, а також підрив стереотипу дівчини в біді теж високо оцінили. Сцена, у якій Еллі та Райлі цілуються в Left Behind, викликала суспільні коментарі та її оцінили як стрибок для представлення одностатевих стосунків у відеоіграх. Гру Джонсон у Частині II високо оцінили. І персонажка, і гра отримали численні нагороди та номінації, а також регулярно посідали прихильне місце в опитуваннях і списках.

## Створення
Концепція Еллі почалася з невикористаної ідеї для Uncharted 2: Among Thieves (2009). Ніл Дракман та Брюс Стрейлі, режисери «The Last of Us» (2013), задумали жіночу персонажку, яка супроводжуватиме головного героя Uncharted Натана Дрейка. Раннє альтернативне ім'я для персонажки було Лілі, проте Дракман вибрав ім'я Еллі, яким він хотів назвати свою дочку. Дракманн описав гру як історію дорослішання Еллі, у якій вона приймає якості людини, що вижила.

### Кастинг

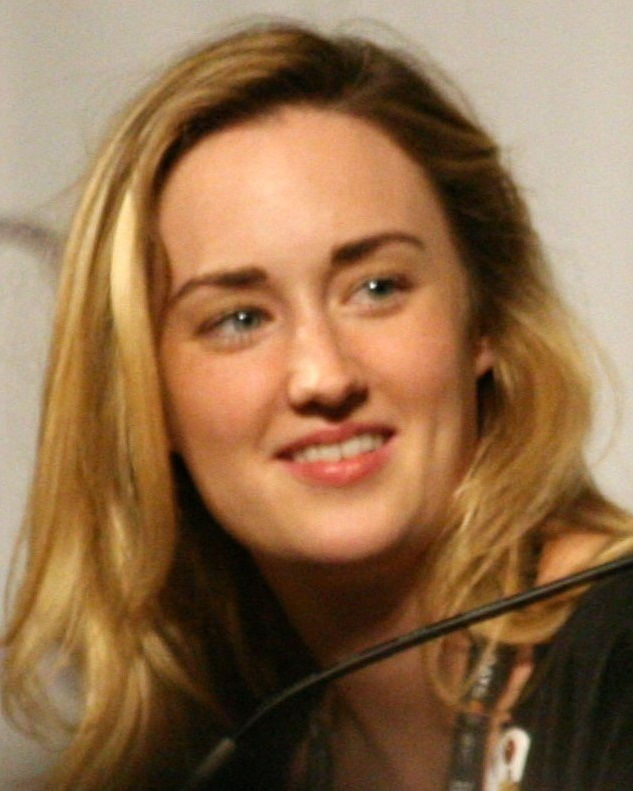
Гра Ешлі Джонсон у ролі Еллі отримала похвали та нагороди.

Ешлі Джонсон отримала роль Еллі в The Last of Us незабаром після прослуховування — команда розробників вважала, що вона підходить для цієї ролі, особливо коли грала разом з Троєм Бейкером, що втілив роль Джоела. Джонсон зробила важливий внесок у розвиток персонажки Еллі. Вона переконала Дракманна надати Еллі незалежнішої особистості та зробити її успішнішою в бою. У ролі Еллі, гра Джонсон була здебільшого записана за допомогою технології захоплення руху, що створювала приблизно 85 % анімації в грі. Решта аудіоелементів були записані пізніше в студії. Для The Last of Us Part II (2020) Джонсон розглянула власний досвід тривоги та досліджувала наслідки посттравматичного стресового розладу (ПТСР) разом з Дракманном. У лютому 2021 року Белла Рамзі отримала роль Еллі в телевізійній адаптації відеоігор HBO.

### Зовнішній вигляд
Команда вважала, що вибір зовнішнього вигляду Еллі був критично важливим. Вони вирішили, що вона повинна виглядати достатньо молодою, щоб її стосунки з Джоелом, якому за 50, були правдоподібними, але достатньо дорослою, щоб викликати довіру як винахідливий підліток, здатний вижити.
У Частині II вигляд Еллі зазнав років змін; команда хотіла логічного переходу від першої гри, зберігаючи «практичний, але індивідуальний» одяг. Художниця головної героїні Ешлі Свідовскі створила очі Еллі, щоб продемонструвати похмурість; у першій грі Еллі мала ширші очі, що відображало її дитячість. Тату Еллі було розроблене художницею з Каліфорнії Наталі Холл після того, як команда не могла визначитися з дизайном. Холл намалювала татуювання на руці розробника, щоб команда могла візуалізувати його. Дракман відчув, що одержимість метеликів світлом відображає одержимість Еллі протягом усієї гри, а також нагадує їй про Джоела.

### Написання
The Last of Us: Left Behind (2014) була написана спеціально для того, щоб зосередитися на стосунках між Еллі та Райлі та розповісти про події, які визначили їхні подальші особистості. Дракмана також надихнули війни, що точилися в Сирії та Афганістані; він відчував, що, як і Еллі, конфлікт знайомий дітям у тих країнах. Left Behind показує, як поведінка Райлі змінює Еллі, внаслідок чого остання зосереджується на боротьбі, щоб врятувати своїх близьких. Команду також цікавила поведінка Еллі навколо Райлі; вона сприймається як більш грайлива. У Left Behind Еллі та Райлі цілуються — команда думала про виключення поцілунку з гри, але вважала, що це було обов'язково для історії та зміцнило стосунки.
Для Частини II Дракманн згадав хвилювання команди від подальшого дослідження Еллі як головної героїні, особливо розгорнувши втрату її невинності, порівнявши це з відчуттями сценаристів «Пуститися берега» (2008—2013), коли їм була нагода досліджувати Волтера Вайта. Команда обговорювала створення продовження без Еллі та Джоела, але вважала, що вони менш цікаві. Захоплення Еллі астрономією ґрунтувалося на інтересах самої Джонсон, тоді як її захоплення коміксами ґрунтувалося на дитинстві Дракмана. Співсценаристка Частини II Геллі Гросс вважає, що рішення Еллі розшукати Еббі було мотивоване її бажанням подолати посттравматичний стресовий розлад більше, ніж бажанням позбавити Еббі життя. Гросс, яка страждала на посттравматичний стресовий розлад, вважала своїм обов'язком точно зобразити предмет — вона хотіла, щоб гравці, які могли постраждати від травми, зрозуміли, що вони не самотні. Сценаристи хотіли деконструювати сприйняття насильства у Джоела та Еллі: хоча Джоел байдужий і практичний, Еллі вбиває, щоб зберегти «культуру честі», прив'язуючи насильство до свого его. Дехто з команди вважав, що одержимість Еллі Еббі схожа на наркозалежність, і що Діна пішла, оскільки відчувала, що одержимість ніколи не закінчиться. Гросс вважала, що останній кадр гри, де Еллі залишає гітару, що подарував їй Джоел, символізував Еллі, яка переходить від його смерті до нової глави. Дракманн відчув, що це означає, що Еллі нарешті подолала своє его, але волів, щоб гравець створив власну інтерпретацію.

### Геймплей
Для The Last of Us штучний інтелект (ШІ) Еллі вимагав значного перероблення ігрового двигуна. Персонажка мала триматися поруч з Джоелем, щоб гравці не сприймали її як тягар. Програміст зі штучного інтелекту Макс Дайкгофф зазначив, що для того, щоб переконатися, що Еллі приймала реалістичні рішення під час гри, він враховував, «через що вона проходила» і «якими будуть її стосунки з Джоелем та ворогами». Під час зимового сегмента The Last of Us гравці беруть на себе контроль над Еллі. Щоб здивувати гравців, розробники подбали про те, щоб ця зміна, а також знання про імунітет Еллі трималися в таємниці до виходу гри.

## Особливості характеру
Еллі описується як «зріла не по роках» в результаті обставин що її оточували. Її емоційна травма загострилася після зустрічі з Девідом. Втративши стількох людей, вона страждає від аутофобії та провини вцілілої. Це призводить до того, що вона стає дуже жорстокою людиною; вона без вагань вдається до насильства і часто використовує ненормативну лексику. Попри це, вона виявляє велику фізичну стійкість, емоційну силу та повну безстрашність — це підтверджується її здатністю піклуватися як про себе, так і про Джоела, коли він серйозно поранений. Вона постійно проявляє наполегливість у важких ситуаціях. Еллі є лесбійкою, має жіночі романтичні інтереси як у Left Behind, так і у другій частині гри.

## Поява
Мати Еллі, Анна, була змушена відмовитися від неї незабаром після її народження, і спочатку її виховувала подруга Анни Марлін. Еллі навчається у військовій школі-інтернаті в карантинній зоні Бостона, де вона подружилася з Райлі Абель, яка захищає її від хуліганів, як зображено в серії коміксів «The Last of Us: Американські мрії». Під час подій Left Behind, де дія розгортається за три тижні до The Last of Us, Райлі повертається після довгої відсутності та розповідає Еллі, що приєдналася до «Світляків», повстанської групи. Райлі залишає свій кулон зі Світлячком, коли Еллі благає її залишитися, і вони цілуються. Після того, як їх кусає Інфікований, вони замислюються про самогубство, але вирішують провести останні години разом. Однак Еллі виживає і виявляє, що у неї імунітет до інфекції.
У The Last of Us поранена Марлін доручає Джоелю супроводити Еллі з Бостона до Колорадо, щоб допомогти «Світлякам» розробити вакцину з її імунітету. Еллі спочатку дратує похмурість Джоела, але вони зближуються. Дізнавшись, що він має намір залишити її зі своїм молодшим братом Томмі та повернутися в Бостон, вона тікає. Після того, як Джоел переслідує її, вона стикається з ним, наполягаючи, щоб він не кидав її, і вони продовжують свою подорож. Еллі стає травмованою та замкнутою після зіткнення, під час якого на неї напала та ледь не вбила банда канібалів, що змусило її зарубати їх лідера Девіда до смерті мачете. Виявивши знищену базу в Колорадо, Джоел та Еллі нарешті дістаються «Світляків» в лікарні Солт-Лейк-Сіті, де Джоел дізнається, що «Світляки» не можуть створити вакцину, не вбивши Еллі під час операції, тому що вони повинні видалити мутантний штам грибка з її мозку. Він вбиває Марлін та «Світляків», пробирається в операційну і несе непритомну Еллі в безпечне місце. Пізніше він бреше Еллі, кажучи їй, що «Світляки» вже знайшли десятки інших імунних людей та припинили пошуки ліків. Коли Еллі стикається з Джоелем, описуючи свою провину та бажання знати правду, він запевняє її, що каже правду.
У The Last of Us Part II Еллі та Джоел оселилися в громаді Томмі в Джексоні. Джоел дарує Еллі гітару, виконуючи свою обіцянку навчити її грати. Зрештою Еллі повертається до лікарні «Світляків» та дізнається правду. Вона розлючена на Джоела, відчуваючи, що її життя мало б значення, якби операція була проведена. Стосунки між ними напружені. Зрештою Еллі обіцяє Джоелю, що спробує пробачити його, але вона стає свідком його вбивства наступного дня від рук Еббі, солдатки міліції та доньки хірурга «Світляків», якого Джоел убив, рятуючи Еллі. Разом із дівчиною Діною, Томмі та колишнім хлопцем Діни Джессі Еллі вирушає до території міліції в Сіетлі, щоб помститися. Дорогою Еллі відкриває Діні свій імунітет, а Діна розповідає, що вагітна дитиною, батьком якої є Джессі. Після того, як Еллі вбиває кількох членів групи Еббі, Еббі вбиває Джессі, калічить Томмі та перемагає Еллі та Діну. Вона рятує їм життя та каже покинути Сіетл. Через деякий час Еллі та Діна живуть на фермі поблизу Джексона та виховують дитину Діни, на ім'я Джей Джей, але Еллі страждає від посттравматичного стресу. Попри благання Діни, Еллі вистежує Еббі до Санта-Барбари, де вона звільняє поневолену Еббі від групи бандитів. Потім вона згадує смерть Джоела та змушує Еббі битися. Еббі відкушує Еллі два пальці, але Еллі перемагає та починає топити її; вона зрештою відпускає Еббі після того, як відчула щасливіші спогади про Джоела. Еллі повертається до фермерського будинку та знаходить його порожнім. Вона насилу грає на гітарі Джоела без пальців. Вона згадує свою обіцянку пробачити Джоелові, залишає гітару та йде геть.

## Сприйняття
Персонажка Еллі отримала загалом позитивні відгуки. Джейсон Кіллінгсворт з Edge похвалив складність Еллі та похвалив Naughty Dog за те, що вони не зробили її «підпорядкованою… передчасно розвиненою дівчинкою-підлітком, яку Джоел повинен няньчити». Ешлі Рід та Енді Хартап з GamesRadar назвали Еллі однією з «жіночих персонажів в іграх, що найбільш надихають», написавши, що вона є «однією з найсучасніших, реалістичних персонажок, коли-небудь розроблених». Еллі Ґібсон з Eurogamer високо оцінила силу та вразливість персонажа, вихваляючи те, що в грі змінено кліше «діви в біді». GamesRadar віднесли Еллі до числа найкращих персонажок цього покоління відеоігор, заявивши, що її сміливість перевершує більшість чоловічих персонажів. Грег Міллер з IGN порівняв Еллі з Елізабет з BioShock Infinite (2013) і відчув, що перша була «набагато більш повноцінною» персонажкою. Кімберлі Воллес з Game Informer вважає, що гра надто зосереджена на Джоелі, а Кріс Суеллентроп з The New York Times вважає, що Еллі відведено «на другорядну, більш підпорядковану роль».
Критики високо оцінили стосунки Еллі та Джоела. Мет Хелгесон з Game Informer писав, що ці стосунки були «зворушливими» та «добре змальованими», Річард Мітчелл з Joystiq вважав їх «щирими» та «емоційними». Олі Велш з Eurogamer вважає що персонажі були розроблені зі «справжнім терпінням і майстерністю». Філіп Коллар з Polygon виявив, що стосункам сприяли додаткові розмови в грі. Воллес з Game Informer назвав Джоела та Еллі одним із «найкращих ігрових дуетів 2013 року», оцінивши їхній інтерес до захисту одне одного. Кайл Хілліард з Game Informer порівняв стосунки Джоела та Еллі зі стосунками Принца та Еліки з «Принц Персії» (2008), написавши, що обидва дуети дуже піклуються одне про одного, та похвалив «емоційне крещендо» в The Last of Us, яке він вважав, що не було досягнуто в Принц Персії. Девід Мейклегем з Офіційного журналу PlayStation назвав Джоела та Еллі найкращими персонажами гри для PlayStation 3.
Після виходу Left Behind стосунки Еллі з Райлі високо оцінили рецензенти. Тім Мартін з Daily Telegraph високо оцінив взаємодію персонажок, а Стейс Гарман з Eurogamer вважає, що Left Behind покращує розуміння стосунків Джоела та Еллі. Кеза Макдональд з IGN написала, що поцілунок Еллі та Райлі був «настільки красивим, природним і смішним, що [вона] залишилася вражена».
Джонсон отримала визнання за свою гру в The Last of Us Part II. Кріс Картер з Destructoid похвалив її здатність знову зіграти персонажку через багато років. Олі Велш з Eurogamer вважає гру Джонсон «видатною» завдяки зображенню «необробленості, вразливості та люті». Алекс Евард з GamesRadar+ вважає, що зображення страждання Джонсон «не що інше, як гідне нагороди». Стосовно персонажки Джонатон Дорнбуш з IGN написав, що Джонсон додала нюансів кожному елементу Еллі. Еліз Февіс із The Washington Post похвалила зображення камінг-ауту Еллі Джоелю в грі, порівнявши це з її власним досвідом та труднощами підходу до теми з її батьком. Рафаель Мотамайор з Observer вважає, що історія Еббі покращила художній образ Еллі. Джесс Джого з Mashable розкритикувала персонажку за те, що вона занадто покладалася на її стосунки з Джоелем. Медді Майерс з Polygon та Джулі Мансі з Wired розкритикували розвиток Еллі та нездатність вчитися на своїх помилках.

## Нотатки
1. ↑  Діна полишає Еллі в Part II, але закінчення гри викликало різні інтерпретації щодо статусу їхніх стосунків.[5][6]